# Parco nazionale della Crocker Range
Il parco nazionale della Crocker Range (Taman Negara Banjaran Crocker) è un'area protetta della Malaysia situata nella parte settentrionale dell'isola del Borneo, il Sabah. La Crocker Range è una catena montuosa coperta di foreste che si sviluppa in direzione sud-ovest dal Gunung Kinabalu fino al confine con il Sarawak. Visibili dalle pianure costiere occidentali del Sabah, seppure spesso avvolte da una coltre di nuvole, le sue cime svettano a quote comprese fra i 1200 e i 1800 metri a circa 30 km dalla costa.
La fascia più alta della Crocker Range, già riserva forestale, è stata trasformata in parco nazionale nel 1984. Con i suoi 1399 km², è l'area protetta più vasta di tutto il Sabah.

## Flora
La fascia inferiore di queste montagne è dominata da foreste collinari di dipterocarpacee, che includono cinque specie arboree endemiche ed esclusive della zona bassomontana del Borneo nord-occidentale. Le foreste altomontane sono invece ricche di querce, castagni e conifere, dei cui frutti e pigne si cibano diverse specie di scoiattoli, ratti di foresta e istrici. Le creste più alte della catena, spesso ammantate dalla nebbia, sostengono una fitta foresta di muschi in cui spiccano orchidee, rododendri e nepenti.
Una delle particolarità botaniche della Crocker Range è la Rafflesia pricei, una specie più diffusa nella zona di transizione in cui la foresta di dipterocarpacee cede gradualmente il terreno a querce e castagni. Queste rafflesie, che in fioritura raggiungono circa 30 cm di diametro, sono relativamente piccole rispetto al genere e fioriscono tutto l'anno. Si possono quindi ammirare sempre dei germogli in maturazione. Un'iniziazione interessante a questa specie esotica è rappresentata dalla riserva di giungla vergine delle rafflesie, che si raggiunge percorrendo la strada tra Kinabalu e Tambunan e protegge uno dei territori di distribuzione della specie più accessibili della Malaysia. Qui le rafflesie sono spesso in fiore, ma non sempre.

## Fauna
A Crocker Range l'avifauna è tanto varia quanto scarsamente rappresentata: il sopraggiungere improvviso di nebbie, nuvole e pioggia in qualsiasi momento del giorno limita pesantemente l'attività degli animali e la foresta risulta nel complesso molto silenziosa. Nelle ore di sole, però, l'aria si riempie del «tul-tuk-terruk» insistente caratteristico dei barbuti nucadorata. I grandi mammiferi sono pochi, a parte alcuni oranghi, che però si fanno vedere di rado. Altre specie rare sono il tasso furetto e la viverra Diplogale hosei, entrambi timidi e circoscritti alle catene montuose del Borneo nord-occidentale. Gli incontri più frequenti lungo i sentieri del parco sono quelli con gli scoiattoli montani e le tupaie dei monti, piccoli mammiferi simili agli scoiattoli dal mantello bruno scuro e dal muso tipicamente lungo e appuntito. Sui versanti bassomontani vivono orsi e diverse specie di primati.

## Turismo
Su questi monti e nelle zone limitrofe, si incontrano molti luoghi di interesse. La parte meridionale è divisa a metà dalla gola di Pandas che corre da est a ovest. Nella gola scorre prepotente il fiume Sungai Padas e passa una vecchia linea ferroviaria, tuttora funzionante. Il treno è praticamente l'unico mezzo di collegamento fra le città di Tenom e Beaufort ed è una soluzione insolita e interessante per chi voglia godersi lo spettacolo movimentato del profondo Sabah.
La Crocker Range è poi attraversata da due strade, che la tagliano in direzione ovest-est e collegano rispettivamente Kota Kinabalu e Tambunan, Kimanis e Keningau: la prima è asfaltata e adatta a qualsiasi tipo di veicolo; la seconda, costruita negli anni '70 per il trasporto del legname, è una strada di ghiaia percorribile solo in jeep, specie nella stagione umida.
La valle del Tambunan, posta a quota 800 metri circa e subito a est della Crocker Range, è una delle località più attraenti della regione, a sole due ore di strada da Kota Kinabalu.
Oltre ai campi irrigati di riso, il paesaggio è caratterizzato da vasti addensamenti di bambù, un materiale ampiamente sfruttato dalle comunità locali per la costruzione di case, recinzioni, ponti sospesi, condotte di irrigazione e cesti, praticamente per ogni necessità.
A Lagud Seberang, nella fertile valle di Tenom oltre il confine sud-orientale del parco, il ministero dell'Agricoltura di Sabah sta sviluppando un parco agricolo basato sulle attività di una stazione di ricerca. Fra i punti di interesse del luogo va menzionato un «museo vivente» di piante coltivate e selvatiche, insoliti alberi da frutto tropicali e orchidee autoctone, oltre a diverse specie di piante potenzialmente coltivabili. A Tenom si arriva in auto tramite la strada che da Kota Kinabalu passa per Keningau o in treno attraverso la gola di Padas Gorge, un tempo nota per il rafting sulle rapide.
Il parco nazionale della Crocker Range è forse il meno famoso e il meno frequentato dei parchi del Sabah, ma il suo valore è evidente sia in termini di zone ancora inesplorate che di conservazione delle specie animali e vegetali.